# José Gonzalez Alonso
José Gonzalez Alonso (ur. 12 lipca 1940 w Sobradillo) – hiszpański duchowny katolicki posługujący w Brazylii, biskup diecezji Cajazeiras w latach 2001-2015.

## Życiorys
Święcenia kapłańskie przyjął 29 czerwca 1964 i został inkardynowany do diecezji Ciudad Rodrigo. Rok później wyjechał na misje do Brazylii i rozpoczął posługę w diecezji Cajazeiras. Był m.in. wicerektorem miejscowego seminarium duchownego. Od 1969 pracował w archidiecezji Teresina - najpierw jako proboszcz w Uniâo (1969-1983), a następnie jako rektor
seminarium (1983-1995).

### Episkopat
7 grudnia 1994 został mianowany przez papieża Jana Pawła II biskupem pomocniczym archidiecezji Teresina ze stolicą tytularną Baliana. Sakry biskupiej udzielił mu 18 marca 1995 ówczesny ordynariusz tejże archidiecezji, abp Miguel Fenelon Câmara Filho.
16 czerwca 2001 został mianowany biskupem diecezji Cajazeiras.
16 września 2015 przeszedł na emeryturę.